# Jeux d'enfants (film, 2003)
Pour les articles homonymes, voir Jeux d'enfants.
Pour plus de détails, voir Fiche technique et Distribution.
Jeux d'enfants est un film franco-belge réalisé par Yann Samuell, sorti en 2003.
Les deux personnages principaux, Sophie et Julien, sont interprétés par Marion Cotillard et Guillaume Canet.

## Synopsis
Julien, 8 ans, est confronté au cancer de sa mère, tandis que Sophie doit affronter la xénophobie des autres écoliers. Très vite ils deviennent inséparables et s'inventent un jeu : « cap ou pas cap ? » (capable ou pas capable ?). C'est à celui qui, mis au défi par l'autre, fera les pires bêtises, au grand désespoir des parents.
Étudiants, ils continuent à se lancer des défis de plus en plus cruels et même parfois pervers. Mais le jeu prend des dimensions extrêmes. Aucun des deux ne veut rompre la spirale, même si cela met en question son avenir, de peur de passer pour un lâche. Sophie finit par s'agacer de l'immaturité de Julien, pour qui tout est prétexte au jeu. Elle essaie de lui faire prendre conscience que leur amitié s'est muée en amour réciproque, sans succès. Après de nombreuses péripéties ponctuées de blessures mutuelles et de longues périodes de froid, ils se mettent au défi de ne plus se voir pendant dix ans.
Julien s'est résigné à devenir mature. Il gagne bien sa vie, a une femme et deux enfants ; faute de mieux, son « bonheur fade » lui convient, mais il reste hanté par Sophie. De son côté, cette dernière vit en couple avec un joueur professionnel de football riche et célèbre. Le jour d'anniversaire de leur séparation, ils se revoient.

## Fiche technique
Sauf indication contraire, les informations mentionnées dans cette section peuvent être confirmées par la base de données cinématographiques IMDb,  présente dans la section « Liens externes ».
- Titre original : Jeux d'enfants
- Réalisation et scénario : Yann Samuell
- Musique : Philippe Rombi
- Décors : Jean-Michel Simonet
- Costumes : Julie Mauduech
- Photographie : Antoine Roch
- Son : Philippe Vandendriessche, Pierre Mertens, Thomas Gauder
- Montage : Andrea Sedláčková et Judith Rivière Kawa
- Production : Christophe Rossignon
  - Production déléguée : Ève Machuel
  - Coproduction : Patrick Quinet et Stephane Quinet
- Sociétés de production[1] :
  - France : Nord-Ouest Films, Studiocanal, France 2 Cinéma, M6 Films, Caneo Films, France 2, Music-HrProduction (Star Film Company), avec la participation de Canal+ et M6, en association avec Lazennec Films, C.R.R.A.V, la région Nord-Pas-de-Calais, Studio Images 9 et Cofimage 13, avec le soutien de la Société des Producteurs de Cinéma et de Télévision (Procirep) et Equinoxe
  - Belgique : Artemis Production et Media Services, avec le soutien du Centre du Cinéma et de l'Audiovisuel de la Fédération Wallonie-Bruxelles et Wallimage
- Sociétés de distribution[2] : Mars Distribution (France) ; Cinéart (Belgique) ; TVA Films (Québec) ; Agora Films Suisse (Suisse romande)
- Budget : 5,33 millions d’ €[3]
- Pays de production :  France,  Belgique
- Langue originale : français
- Format[4] : couleur - 35 mm - 1,85:1 (Panavision) - son DTS | Dolby Digital
- Genre : comédie romantique
- Durée : 93 minutes
- Dates de sortie[5] :
  - France, Suisse romande : 17 septembre 2003[6]
  - Belgique : 24 septembre 2003[7]
  - Québec : 14 mai 2004[8]
- Classification[9] :
  - France : tous publics (conseillé à partir de 10 ans)[10],[11]
  - Belgique : tous publics (Alle Leeftijden)[7]
  - Suisse romande : interdit aux moins de 12 ans[12]
  - Québec : 13 ans et plus (13+ / 13 years and over)[8]

## Distribution
- Guillaume Canet : Julien Antoine Janvier
- Marion Cotillard : Sophie Kowalski
- Gérard Watkins : père de Julien
- Gilles Lellouche : Sergueï Nimov Nimovitch
- Thibault Verhaeghe : Julien à 8 ans
- Joséphine Lebas-Joly : Sophie à 8 ans
- Emmanuelle Grönvold : mère de Julien
- Julia Faure : sœur de Sophie
- Laetizia Venezia : Christelle Louise Bouchard
- Élodie Navarre : Aurélie Miller
- Nathalie Nattier : Sophie à 80 ans
- Robert Willar : Julien à 80 ans
- Frédéric Geerts : Igor
- Manuela Sanchez : professeur
- Philippe Drecq : directeur de l'école
- Ingrid Juveneton : Sylvie
- Hugo Cottin : Hugo
- Aline da Rocha : Aline

## Accueil

### Box-office
- Box-office France : 1 098 398 entrées
- Recettes Etats-Unis : 553 504 $

## Distinctions
Entre 2003 et 2005, Jeux d'enfants a été sélectionné 7 fois dans diverses catégories et a remporté 5 récompenses,.

### Récompenses
- Festival du film de Newport Beach 2004 : 
  - Prix du Jury du meilleur long métrage dramatique,
  - Prix du Jury de la meilleure actrice dans un long métrage dramatique pour Marion Cotillard.
- NRJ Ciné Awards 2004 :
  - NRJ Ciné Award de la meilleure "fin qui tue",
  - NRJ Ciné Award du meilleur baiser pour Marion Cotillard, Guillaume Canet.
- Festival international du film de Palm Springs 2004 : Prix John Schlesinger pour Yann Samuell.

### Nominations
- Festival international du film de Gijón 2003 : Meilleur film pour Yann Samuell.
- Prix d'Or de la bande-annonce 2005 : Meilleure bande-annonce d'un film romantique.